# Rosenknölsbryum
Rosenknölsbryum (Bryum subapiculatum) är en bladmossart som beskrevs av Georg Ernst Ludwig Hampe 1872. Rosenknölsbryum ingår i släktet bryummossor, och familjen Bryaceae. Enligt den finländska rödlistan är arten otillräckligt studerad i Finland. Arten är reproducerande i Sverige. Artens livsmiljö är strandängar vid Östersjön. Inga underarter finns listade i Catalogue of Life.